# 氮化钕
氮化钕是一种无机化合物，化学式为NdN。

## 制备及性质
氮化钕可由钕屑和氮或氨加热反应得到。以汞阴极和石墨阳极电解无水氯化钕的甲醇溶液，可以得到钕汞齐，它再和氮气加热反应，也能得到氮化钕。其它制法还有氯化钕和氮化锂的反应，该反应生成的氯化锂可用四氢呋喃洗去。
NdCl3 + Li3N → NdN + 3 LiCl
它可以在潮湿空气中水解，放出氨气。它和五氟苯酚在四氢呋喃中于60 °C反应，可以得到Nd(OC6F5)3(THF)4。